# Duo Sorellas
Das Duo Sorellas ist eines der wenigen rein männlichen Trapez-Duos.

## Duo
Christophe Gobet und Jean-Rodrique Funke lernten sich 1993 an der Artistenschule in Berlin kennen, die sie bis 1997 besuchten. Sie waren nie ein Paar, aber eng befreundet, haben zeitweise zusammen gewohnt und bekamen von Freunden den Spitznamen Sorellas, was die anglisierte Mehrzahl des italienischen Wortes für „Schwester“ (sorella) ist. Beim gemeinsamen Trainieren haben sie damals einzelne Tricks einstudiert, traten aber sonst getrennt auf. 1999 waren sie gemeinsam auf Tournee und bei einer Benefiz-Mitternachts-Show in Kassel sollten alle Künstler etwas Neues, Ungewöhnliches zeigen. Gobet und Funke hängten die einzelnen Tricks aneinander und traten erstmals als Sorellas auf. Am selben Abend bekamen sie ihr erstes Engagement und seit dem Mai 2000 treten sie regelmäßig gemeinsam auf. Des Öfteren bekamen sie von Varietées zu hören, dass ihre Nummer zu schwul sei – üblicherweise werden solche Zirkusnummern von einem ungleichgeschlechtlichen Paar vorgeführt – und sie mussten erst die Szene überzeugen. Jetzt, bei ihrem ersten Zirkusengagement beim Circus Roncalli (seit 2005), war dies überhaupt kein Thema.

## Christophe Gobet
Gobet wurde am 2. August 1976 in Fribourg geboren und ist in Basel aufgewachsen. Schon als Kind turnte er viel herum und seine Mutter schickte ihn zum Kinderzirkus Basilisk. Dort bestand er als einer der wenigen die Aufnahmeprüfung und sah seine erste Trapeznummer, die die Liebe zum Gerät in ihm weckte. Nach seiner Ausbildung in Berlin arbeitete er am Solotrapez auf Bühnen und in Manegen in der Schweiz und in Deutschland.

### Auszeichnungen
- 1992 Silberne Auszeichnung beim Nachwuchs-Zirkus-Festival «Première Rampe» in Monte Carlo
- 1996 Einzelsieger Preis, Prix Variete de Bale, Schweiz

## Jean-Rodrique Funke
Funke wurde 1978 im Osten Berlins geboren. Sein Vater stammt aus dem Kongo, seine Mutter, eine Kostüm- und Theaterdesignerin und Tochter einer Tänzerin, ist Berlinerin. In der Schule sammelte er die ersten artistischen Erfahrungen, landete mit sieben Jahren im „Haus der jungen Talente“, in dem alte Ost-Artisten ihr Wissen weitergaben, und mit 15 Jahren bekam er einen Platz an der Artistenschule in Berlin. Danach trat er vorwiegend mit einer Partnerin als Äquilibrist auf.

## Gemeinsame Auszeichnungen
- 2003 Gewinner des Spezialpreises «Prix Cirque Knie» in Paris, France
- 2004 Internationaler Variété-Preis, Germany
- 2005 Bronzener Löwe des chinesischen Kulturministeriums beim Zirkus-Nationalwettbewerb, China
- 2009 Bronzener Clown 33ème Festival International du Cirque de Monte Carlo, Monaco
- 2009 L'Etoile D'Or (Goldener Stern), 8ème Festival International du Cirque de Grenoble, France
- 2010 Gold Award, Planetary Carnival of Stage Direction St. Petersburg, Russia
- 2011 President Award, Republic of Udmurtia, International Circus Festival, Izhevsk, Russia